# Ostesperrwerk

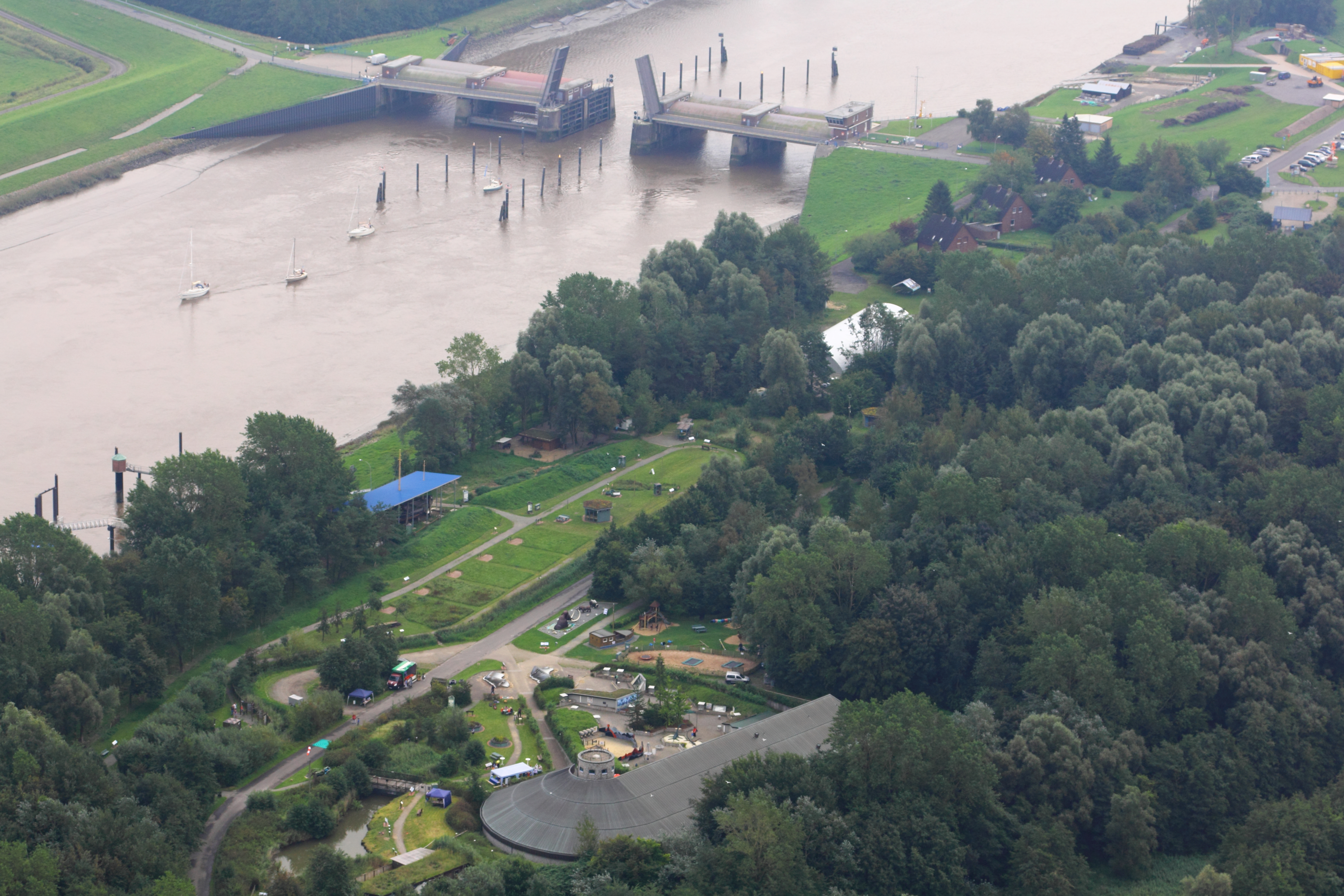
Ostesperrwerk und Natureum

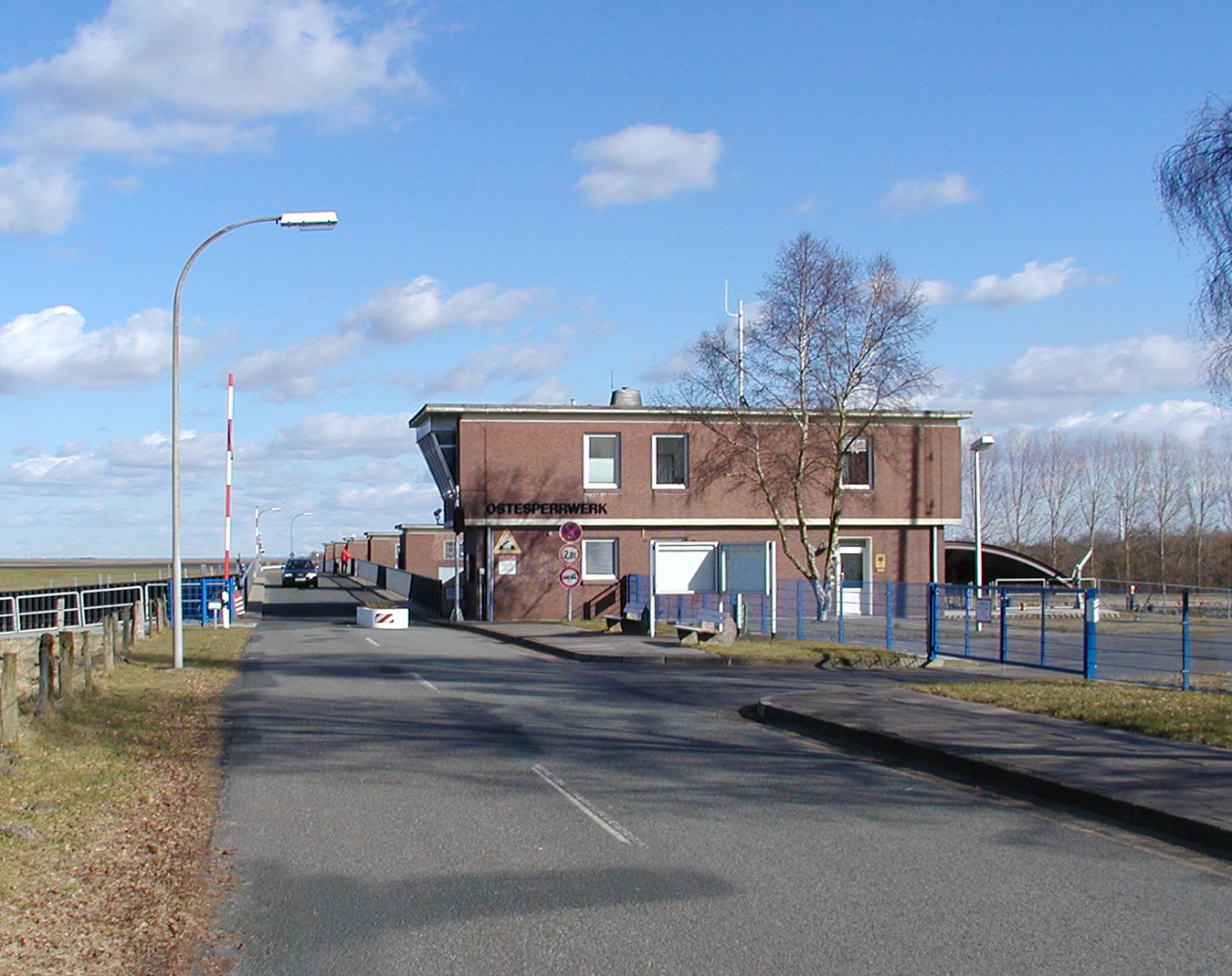
Das Kontrollzentrum

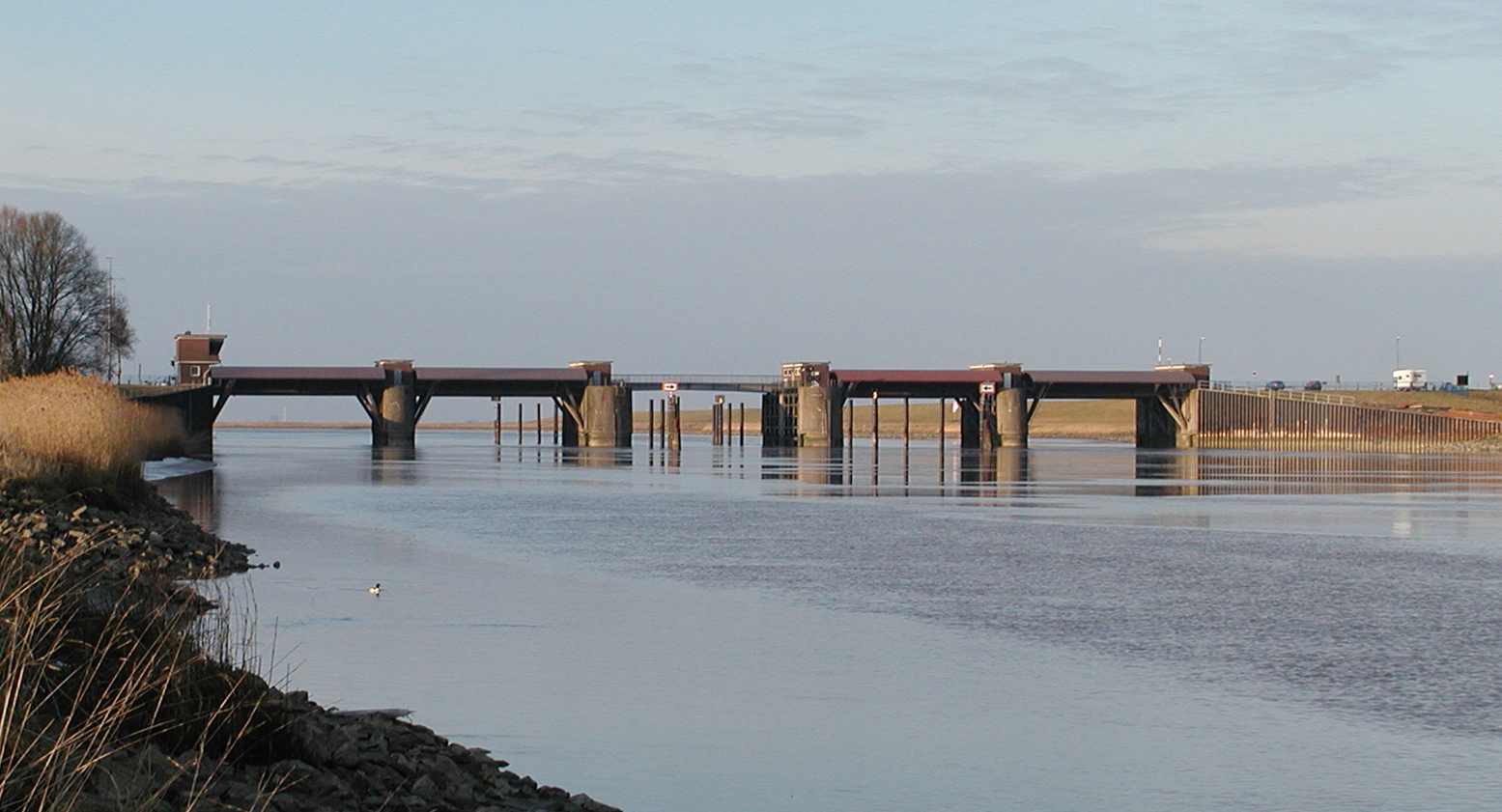
Das Ostesperrwerk zwischen Balje und Neuhaus (Oste)

Das Ostesperrwerk ist ein Sperrwerk, das die Oste, einen linken Nebenfluss der Unterelbe, vor Sturmfluten schützt.
Nach der Sturmflut von 1962, bei der 19 km des Ostedeichs beschädigt wurden und Wasser aus über 36 sogenannten Grundbrüchen ca. 10.000 ha Land überflutete, wurde ein Sperrwerk für die Oste geplant und bereits zwei Jahre später mit dem Bau begonnen. Das Einzugsgebiet der Oste umfasst eine Fläche von ca. 68.200 ha. Die Entwässerung wird durch 41 Schöpfwerke entlang der Oste unterstützt. Durch das Ostesperrwerk verkürzt sich die Deichlinie der Elbe bei Sturmflut um 135 km. Die Ostedeiche werden weiterhin im normalen Tidegeschehen benötigt und als zweite Deichlinie beansprucht und unterhalten.
Da eine Sturmflut in der Oste durch die Zerstörung bzw. Überflutung des Ostesperrwerks in den Planungen nicht berücksichtigt wurde, sind die Ostedeiche heute vernachlässigt, obwohl sie etwa 60 cm höher sind als das Sperrwerk selbst, das eine Höhe von 7,8 m über NN aufweist. Es gibt in der Deichverteidigungslinie von Cuxhaven bis Hamburg seit dem Neubau der Schleuse Otterndorf nur noch einen Punkt mit geringeren Deichhöhen. Der Deich im Altenbrucher Bogen ist vermutlich durch die letzte Elbvertiefung um ca. 50 cm abgesackt.

## Beschreibung

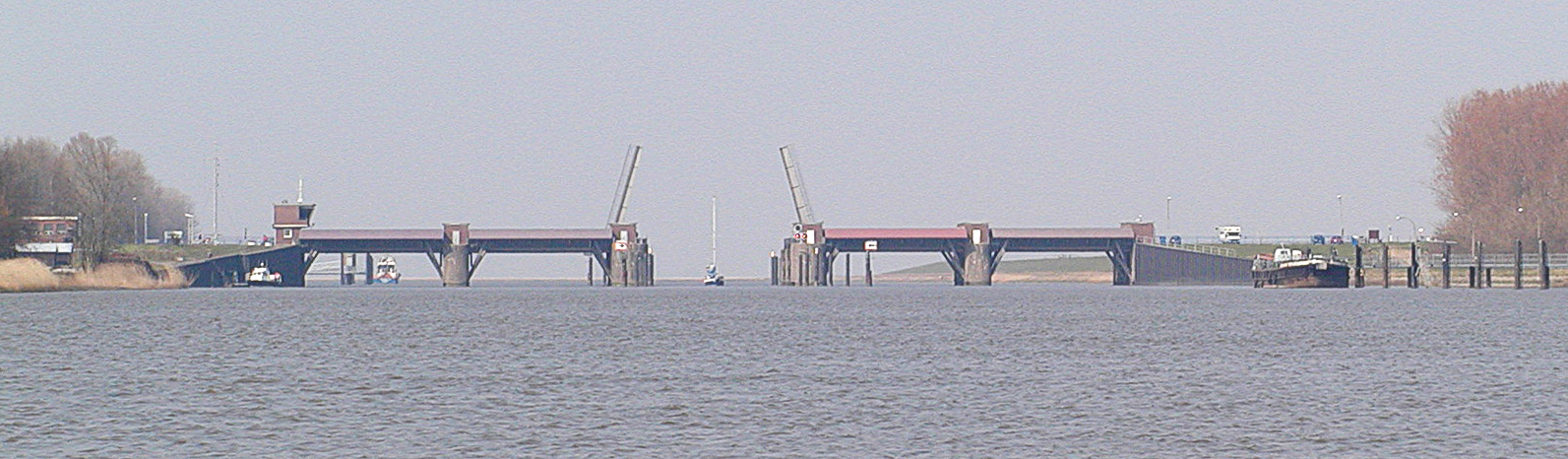
Die Brücke ist hochgeklappt, ein kleines Segelboot kommt in die Oste

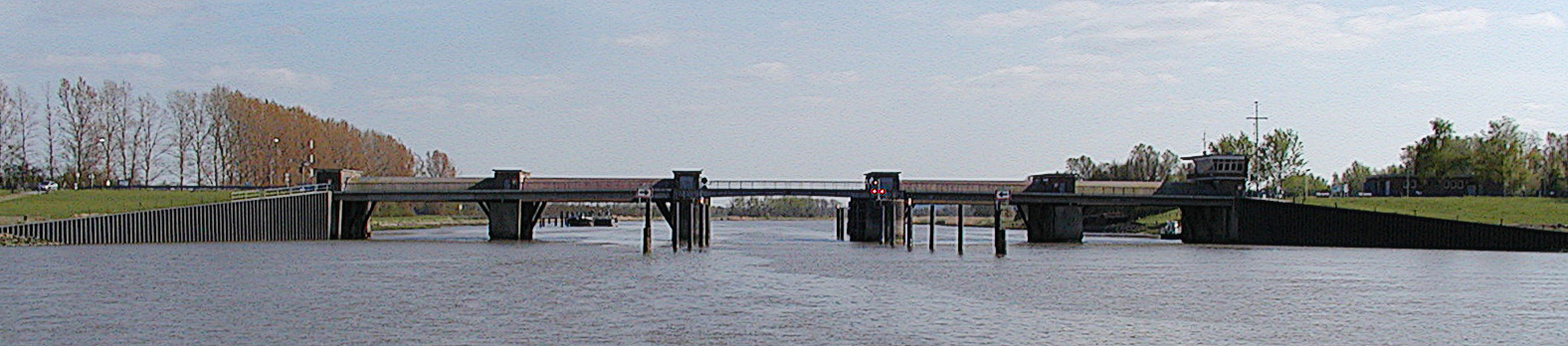
Das Ostesperrwerk von der Elbseite gesehen

Das Bauwerk besteht aus fünf Öffnungen mit einer Breite von je 22 Metern. In den beiden rechten und linken Öffnungen wurden fast halbrunde schalenförmige Segmente mit einem Gewicht von 70 t eingebaut. Diese Schalen werden mit Elektromotoren angetrieben und stehen in der Ruhestellung mit der flutabgewandten Seite nach unten, um eine möglichst geringe Sichtbehinderung für die Schifffahrt darzustellen (siehe Bilder). Mit Kardanwellen wurde die Verbindung zwischen den Antrieben und dem Gegenlager realisiert. Zur Sicherheit sind alle Verschlüsse doppelt angelegt.
Der schiffbare Mittelteil der Sperre wurde mit einem Paar Stemmtoren von je 75 t Gewicht sowie einer aus zwei Spannbeton-Teilen bestehenden Klappbrücke realisiert. Diese Konstruktion war für einen Deichverteidigungs- und Verbindungsweg zwischen Balje und Neuhaus notwendig. Die beiden Flügel kommen ohne Gegengewichte aus, da eine kräftige Hydraulikanlage mit je einem großen Stempel eingebaut wurde. Die Fahrbahn ist 5 Meter breit und für ein maximales Gewicht von 2,8 t ausgelegt.
Heizungen mit insgesamt 50 kW Leistung in den Betonwänden und den Stemmtoren sowie eine Luftsprudelanlage mit zwei Kompressoren sollen die Vereisung und Verschlickung des Sperrwerkes verhindern. Zwei Notstrom-Dieselaggregate von je 137 kVA sowie drei Unterbrechungsfreie Spannungsversorgungen für circa 20 Minuten Notstrom, vier Luftsäcke hinter den Stemmtoren und zwei mobile Hydraulikpumpen ermöglichen eine rasche Notschließung des Sperrwerkes auch ohne externe Stromversorgung.

## Planungen

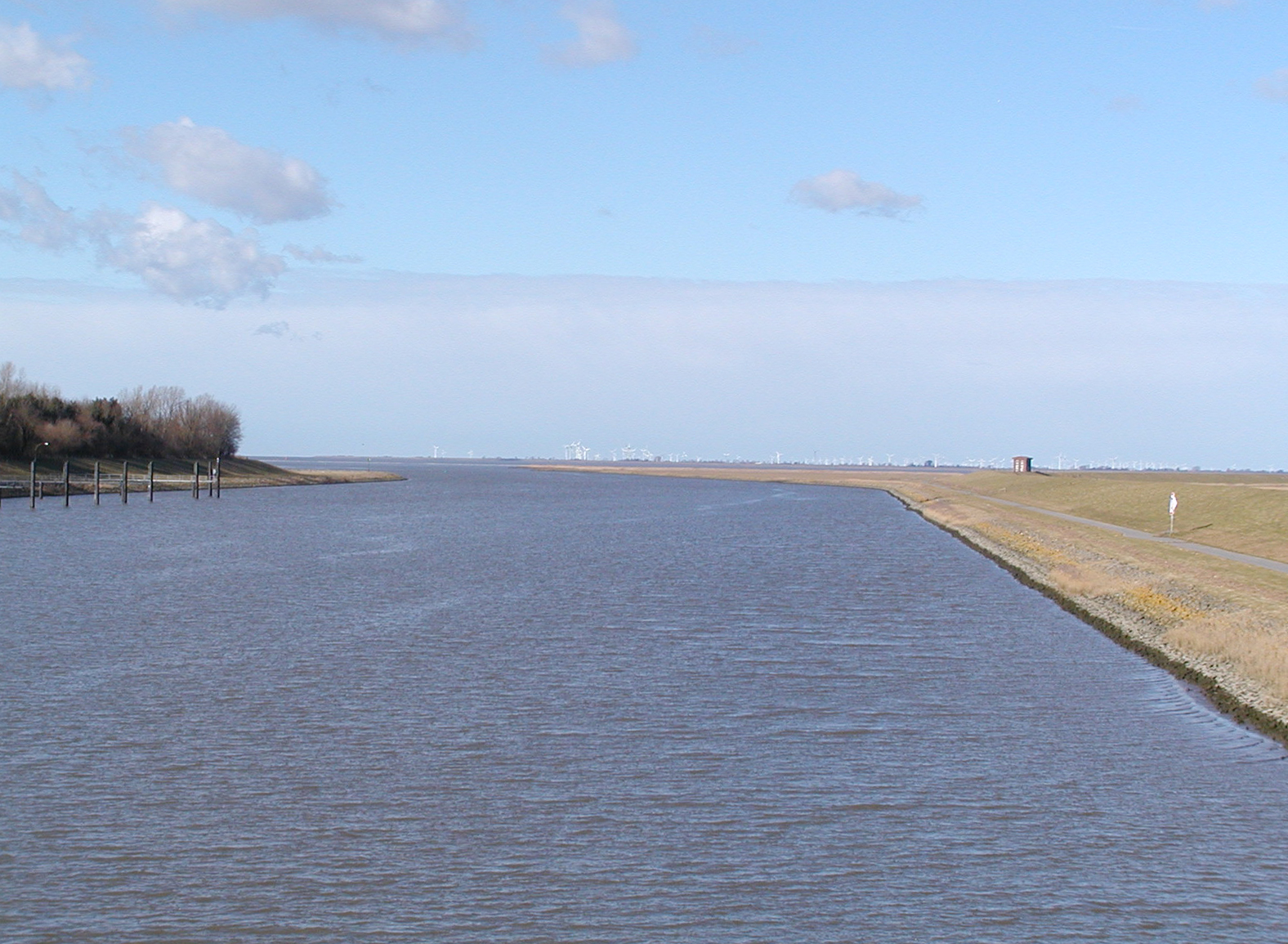
Der Mündungskanal der Oste

Schon vor der Sturmflut von 1962 gab es verschiedene Planungen für ein Sperrwerk an der Oste. Um das Jahr 1930 fanden Vorarbeiten für ein Sperrwerk bei Hechthausen statt. In den Jahren 1935/1936 bestand ein „Vorarbeitenamt“, und in den 1950er Jahren wurden Planungen des Schifffahrtsamtes Stade für ein Sperrwerk an der Ostemündung durchgeführt. 1961 und verstärkt 1963 wurden verschiedene Modellversuche am Franzius-Institut in Hannover vorgenommen.
Als Bauherr fungierte der Wasser- und Bodenverband Oste, bezahlt wurde das Sperrwerk zu 30 % aus dem niedersächsischen Küstensicherungsplan, zu 70 % beteiligte sich der Bund an dem Bauwerk. Planfeststellungsbehörde war die Bezirksregierung Stade, Baubehörde das Wasser- und Schifffahrtsamt Stade, betrieben wird es durch die Wasser- und Schifffahrtsverwaltung Stade, seit 1978 WSA Cuxhaven.
Technische Daten:
Breite: 136,5 m
Länge: 42,2 m
Breite der fünf Öffnungen: 22 m

## Der Bau

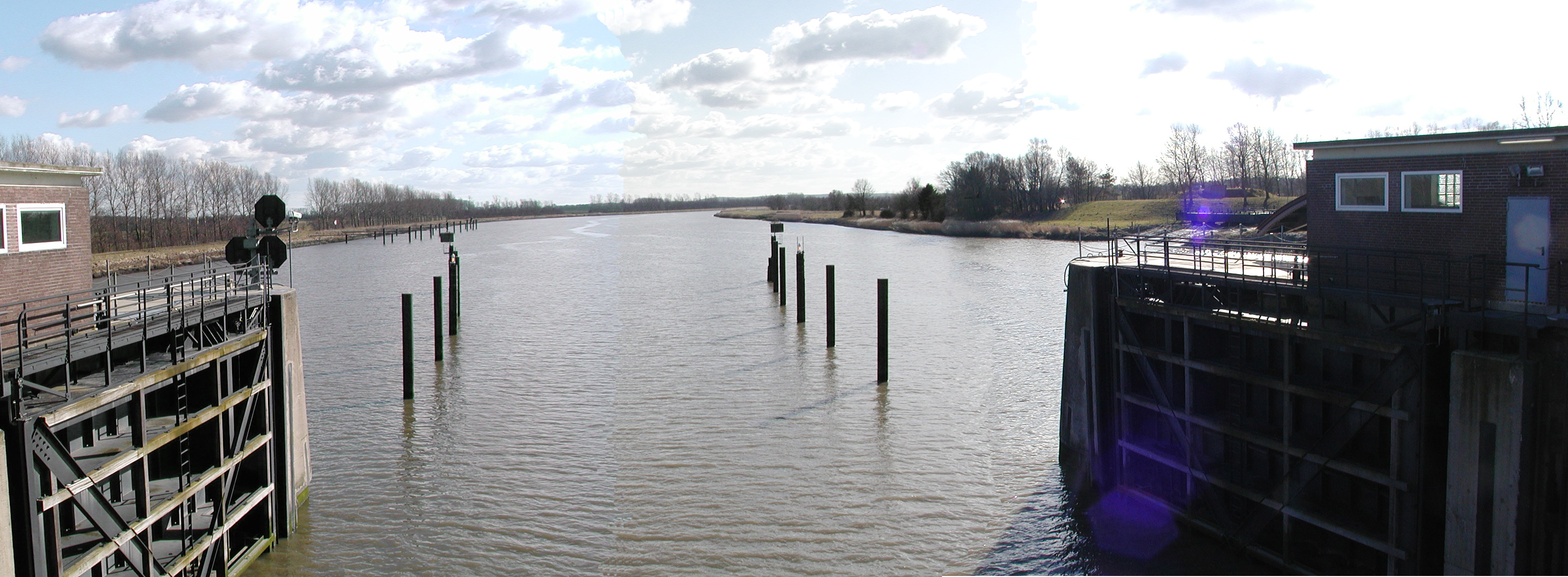
Die Oste vom Sperrwerk aus gesehen

Im Oktober 1964 begannen die Bauarbeiten östlich des natürlichen Ostelaufes in der Gemarkung Balje, Ortsteile Hörne und Neuhaus, nahe der Mündung in die Elbe durch das Ausheben einer großen offenen Baugrube, welche durch Absenkung des Grundwassers mittels 101 Brunnen mit dazugehörigen Pumpen trocken gehalten wurde. Diese riesige Grube wurde durch neu angelegte Deiche vor eventuellen Sturmfluten geschützt, eine große Umschlagstelle für Kies und andere Baumaterialien wurde am Altarm der Oste, im heutigen Ostesee – an der Spundwand noch zu erkennen – errichtet. Im Frühjahr 1966 waren alle Vorarbeiten abgeschlossen und es konnte mit den Betonarbeiten begonnen werden. Hierbei wurde ein Teil der Sohle mit dem dazugehörigen Betonpfeiler in einem Arbeitsschritt gegossen. Insgesamt wurden 20.000 m³ Beton verarbeitet. Der gesamte Betonkörper ist mit einer Stahlspundwand sowie mit Flügelspundwänden durch eine Stahl-Zugpfahlverankerung eingefasst.

## Zeitschiene

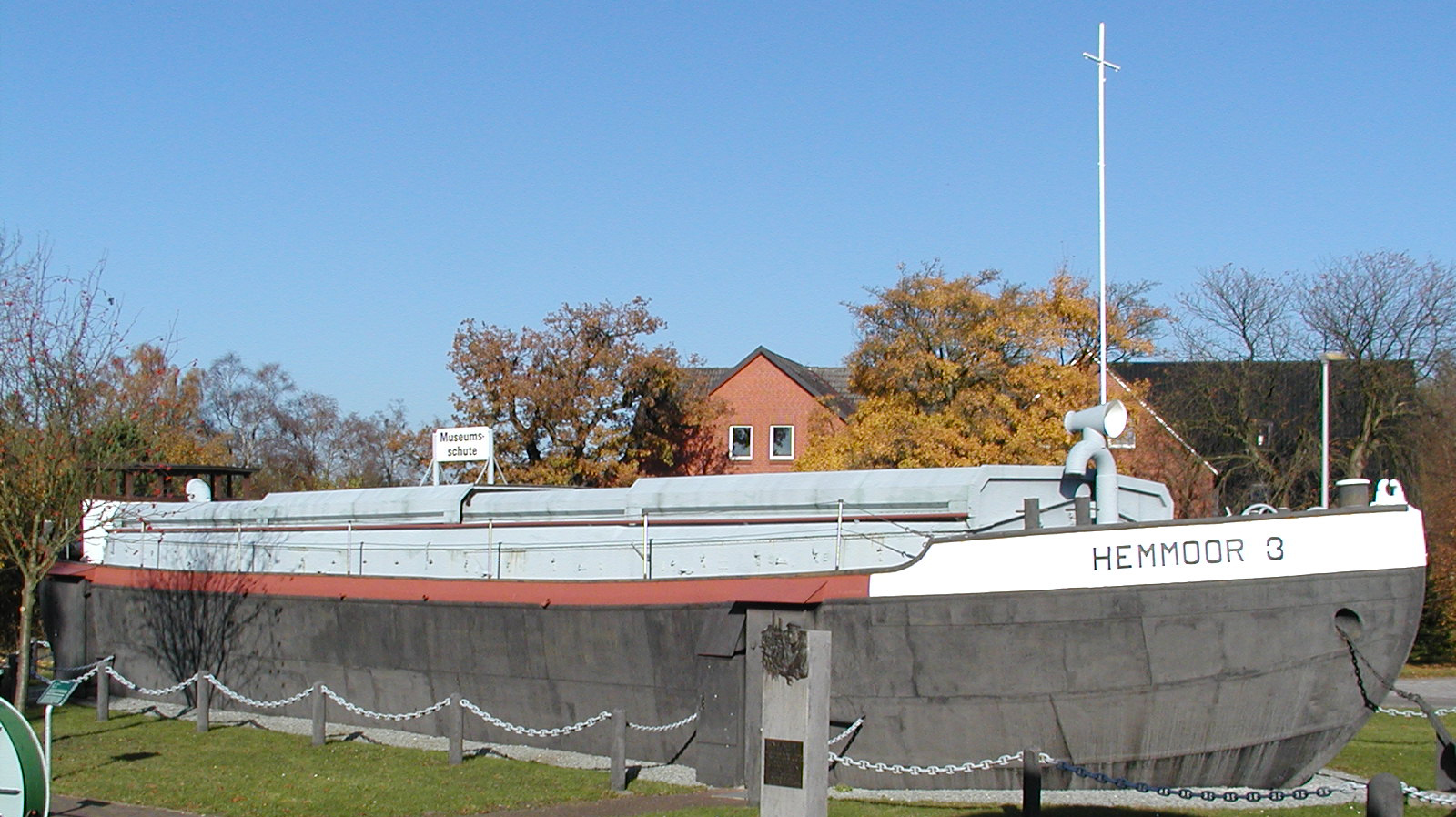
Früher Zementleichter der Portlandzement, heute Museumsschute „Hemmoor 3“ im Zementmuseum in Hemmoor

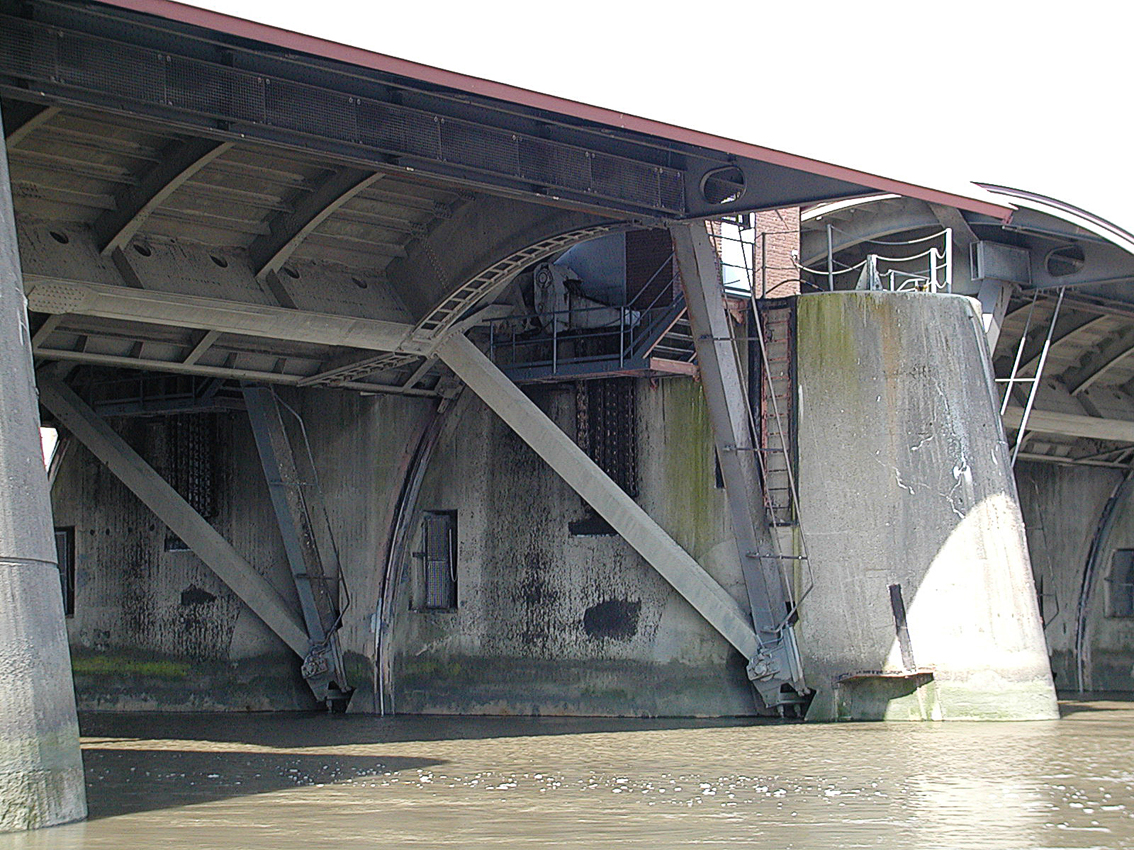
In einer Öffnung sind zwei Segmente hintereinander, an den Stangen zu sehen

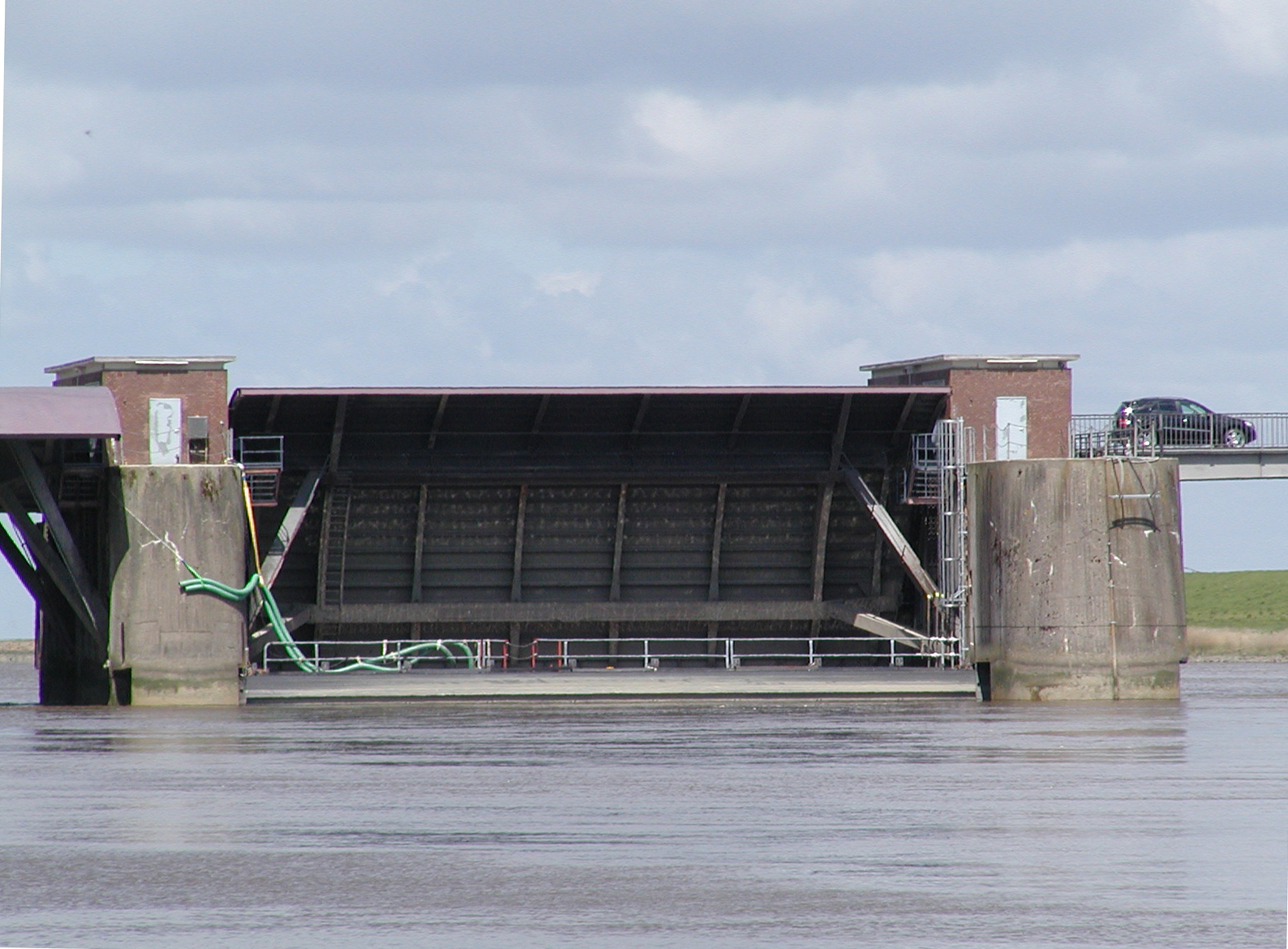
Eines der acht Segmente ist zur Wartung geschlossen

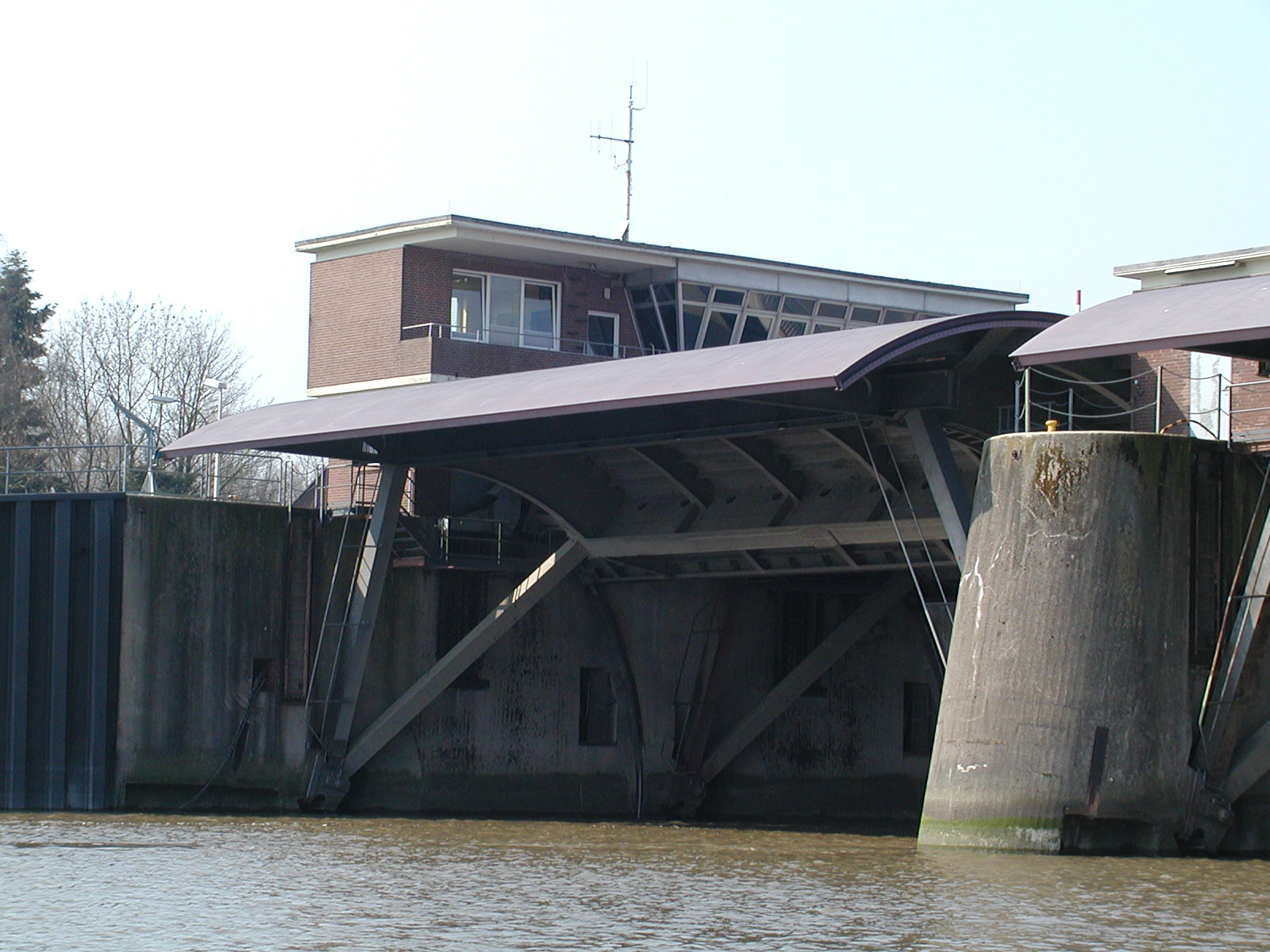
Ein Segment mit einer Breite von 22 m

### Oktober 1964
Eine Zufahrtsstraße von 1,8 km Länge und eine mit Spundwand versehene Verladestelle für alle Baumaterialien werden gebaut.

### Herbst 1965
Beginn der Grundwasserabsenkung auf 15 Meter unter Normalnull (NN), hierzu werden 101 Brunnen für die Absenkung auf −14 m NN und 16 Brunnen auf −22 m NN gebohrt. Diese tiefen Brunnen dienen auch als Entlastungsbrunnen. Gleichzeitig wurden Deiche zur Sicherung der nun entstehenden Baugrube errichtet.

### Frühjahr 1966
Beginn der Betonarbeiten. Die Betonsohlen sind 1,6 m dick, die Pfeiler 30 bzw. 40 m lang, 4 bzw. 5,5 m breit und haben eine Höhe von 12,6 m, was eine Höhe von 7,8 m über NN bedeutet (die neueren Deiche sind heute ca. 60 cm höher). Die Sohlenteile und Pfeiler wurden immer zusammen gegossen, um eine bessere Verbindung zu erreichen. Das größte Teilstück der Sohle ist fast 4000 m² groß. Es wurden 20.000 m³ B 225 mit vier getrennten Körnungen bis 70 mm verbaut. Dieser Portlandzement aus dem nahen Zementwerk Hemmoor mit der Bezeichnung 275 „Aquafirm“ wurde mit Sand aus Sandgruben des benachbarten Cadenberge sowie mit Kies aus Dänemark verbaut. Es war immer ein Zementvorrat von ca. 400 t mit Verzögerer vorhanden. Zwei „Ibag Zwangsmischer“ mit je 1,5 m³ Inhalt, einer automatischen Beschickung und einer Dauerleistung von 60 m³ Beton pro Stunde sowie ein Portalkran von 52 m Länge und 26 m Höhe mit einem 10-t-Kübel, versorgten die Baustelle mit Beton.

### Oktober 1966
Beginn der Ausgrabungen für den neuen Flussverlauf, dieser Durchstich ist ca. 2,6 km lang, hat eine Breite von 155 m und seine Sohle liegt auf −5 m bezogen auf NN. Bei den Erdarbeiten wurde über 3 Millionen m³ Erdreich verbracht, je ein Drittel wurde für die Anschlussdeiche, Zufahrten, Sommerdeiche und dem Altarm-Verbau, für die Erhöhung der Insel mit dem Natureum zwischen der alten und neuen Oste, sowie das letzte Drittel als Bodenvorrat für den neuen Kehdinger Deich, heutige Höhe 8,2 m, verplant. Dabei wurden Erdspülungen mit Cutterbaggern durch eine Zwischenpumpstation auf bis zu 10 km Weite erreicht. In der Nähe des Sperrwerkes wurden die neuen Böschungen mit Deckwerken aus Schüttsteinen der Klasse 3 sowie Schotter und Pfahlwände mit einer Länge von 6 m eingeschlagen.

### Herbst 1967
Die Stahlwasserbauarbeiten sind beendet, alle Verschlüsse sind aus Sicherheitsgründen doppelt, die Oberkante ist auf 7 m über NN berechnet, zuzüglich der Betonplatte kommt so eine Höhe von 7,8 m über Normalnull zustande.

### Sommer 1968
Alle Erdarbeiten sowie die Abdämmung des Altarms sind beendet. Drei Cutterbagger mit einer stündlichen Spülleistung von zusammen 3.000 m³ durchdämmen an zwei Stellen die alte Oste, wobei die elbseitige Druckdämmung als Hauptdeich ausgeführt wird.

### 15. Oktober 1968
Das Sperrwerk ist einsatzbereit – ein Jahr vor dem Zeitplan, obwohl weitere Arbeiten erforderlich waren: So musste der Neuhäuser Ostebogen gesichert werden, die Entwässerung musste binnendeichs umgestellt und neue Siele gegraben werden. Das Leitwerk an der Schifffahrtsöffnung sowie zwei Schiffsanlegestellen, Pegel, drei Wohnhäuser, ein Werkstattgebäude und eine Slipanlage für die Notverschlüsse mussten gebaut werden, weiters die Deichverteidigungsstraßen und zahlreiche Kleiabdeckungen, Ansaaten und Bepflanzungen der Insel.

### 1994
Die gesamte Elektrik und Hydraulik wird ausgetauscht, um das Werk auf den neusten Stand der Technik zu bringen, jede wichtige Einheit ist redundant vorhanden. Zur Not kann vieles auch durch Eigengewicht bewegt werden.

## Baukosten
Die Kosten für den Bau des Sperrwerkes mitsamt den hier aufgeführten Arbeiten sollten nach den Planungen ca. 57 Millionen DM kosten. Entgegen den heute üblichen Überschreitungen der veranschlagten Baukosten wurden nur 54 Millionen DM benötigt.

## Einsatz des Sperrwerkes

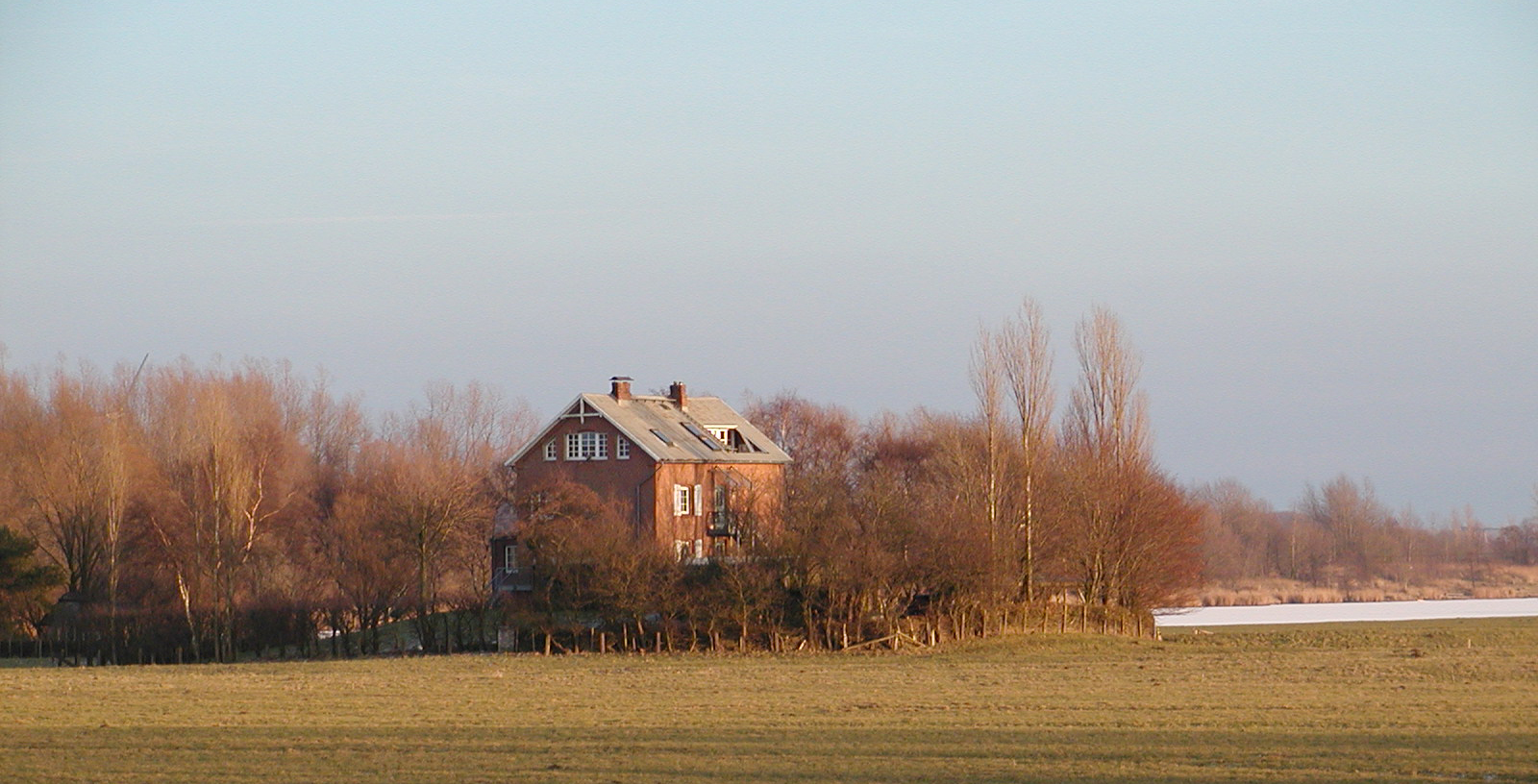
Das alte Zollhaus am eisbedeckten Ostesee, dem Altarm der Oste

Die Betriebsordnung schreibt vor, dass das Sperrwerk die Tore schließen muss, wenn Wasserstandsvorhersagen sowie -beobachtungen einen Wasserstand von über einem Meter über dem MThw erwarten lassen. Zusätzlich wird der Pegel Rockstedt beobachtet und fließt in die Wahl des Schließzeitpunktes mit ein. Das Jahr mit den häufigsten Schließungen (120) war 2002. Das Jahr der geringsten Schließungen (7) war 1996 (Stand 2009). Seit 2006 ist zu beobachten, dass das Sperrwerk später geschlossen wird, so werden z. B. im Hafen von Neuhaus Bootswerften und alte Anleger teilweise überflutet. Dort steht das Wasser ca. 30–50 cm höher als in den Jahren vorher. Gründe dafür werden offiziell nicht genannt, Vermutungen über den veränderten Zustand des Sperrwerks sorgen immer wieder für Gesprächsstoff.